# La Haye-de-Calleville
La Haye-de-Calleville är en kommun i departementet Eure i regionen Normandie i norra Frankrike. Kommunen ligger i kantonen Brionne som tillhör arrondissementet Bernay. År 2022 hade La Haye-de-Calleville 252 invånare.

## Befolkningsutveckling
Antalet invånare i kommunen La Haye-de-Calleville
Referens:INSEE